# Salvatore Perrucci
Salvatore Perrucci (Taranto, 21 marzo 1913 – Taranto, 8 maggio 1975) è stato un calciatore italiano, di ruolo centrocampista.

## Carriera
Centrocampista di contenimento dotato di grande agonismo, crebbe nel Taranto, squadra della sua città, con cui disputò ben nove stagioni consecutive tra seconda e terza serie. Passò quindi all'Atalanta in Serie B, con cui conquistò la promozione in Serie A, categoria in cui rimase fino all'interruzione dei campionati per lo scoppio della Seconda guerra mondiale. A Bergamo si fece apprezzare dagli allenatori per la disponibilità e l'abnegazione alla causa.
Al termine del conflitto scese nelle serie minori con la Gallaratese ed altre società dilettantistiche pugliesi.

## Palmarès

### Club

#### Competizioni nazionali
- Serie B: 1

Atalanta: 1939-1940
- Serie C: 1

Taranto: 1936-1937
- Prima Divisione: 1

Taranto: 1934-1935